# نوچچا
نوچچا (روسی: Нучча) یک رودخانه در استان یاقوتستان کشور روسیه است.